# Burrton
Burrton is een plaats (city) in de Amerikaanse staat Kansas, en valt bestuurlijk gezien onder Harvey County.

## Demografie
Bij de volkstelling in 2000 werd het aantal inwoners vastgesteld op 932.
In 2006 is het aantal inwoners door het United States Census Bureau geschat op 901, een daling van 31 (-3,3%).

## Geografie
Volgens het United States Census Bureau beslaat de plaats een oppervlakte van
1,6 km², geheel bestaande uit land. Burrton ligt op ongeveer 442 m boven zeeniveau.

## Plaatsen in de nabije omgeving
De onderstaande figuur toont nabijgelegen plaatsen in een straal van 20 km rond Burrton.